# Interzonenturnier Moskau 1982
Das Interzonenturnier Moskau 1982 wurde im September 1982 als Rundenturnier mit 14 Teilnehmern in Moskau ausgetragen. Es wurde vom Weltschachbund FIDE organisiert und sollte zwei weitere Teilnehmer der Kandidatenwettkämpfe zur Schachweltmeisterschaft 1984 ermitteln. 

## Abschlusstabelle
|    | Teilnehmerin          | 01 | 02 | 03 | 04 | 05 | 06 | 07 | 08 | 09 | 10 | 11 | 12 | 13 | 14 | Punkte |
| -- | --------------------- | -- | -- | -- | -- | -- | -- | -- | -- | -- | -- | -- | -- | -- | -- | ------ |
| 01 | Garri Kasparow        |    | ½  | ½  | ½  | ½  | ½  | 1  | 1  | 1  | 1  | 1  | 1  | 1  | ½  | 10     |
| 02 | Alexander Beliavsky   | ½  |    | 1  | ½  | 1  | 1  | 0  | 0  | 1  | 1  | 0  | 1  | ½  | 1  | 8½     |
| 03 | Michail Tal           | ½  | 0  |    | ½  | ½  | ½  | 1  | ½  | ½  | 1  | 1  | ½  | 1  | ½  | 8      |
| 04 | Ulf Andersson         | ½  | ½  | ½  |    | 0  | ½  | 1  | ½  | ½  | ½  | 1  | 1  | ½  | 1  | 8      |
| 05 | Efim Geller           | ½  | 0  | ½  | 1  |    | ½  | ½  | 0  | 1  | 1  | ½  | ½  | 1  | ½  | 7½     |
| 06 | Guillermo García      | ½  | 0  | ½  | ½  | ½  |    | 1  | 1  | 0  | 1  | 1  | ½  | 0  | 1  | 7½     |
| 07 | Jacob Murey           | 0  | 1  | 0  | 0  | ½  | 0  |    | 1  | ½  | ½  | ½  | ½  | 1  | 1  | 6½     |
| 08 | Gyula Sax             | 0  | 1  | ½  | ½  | 1  | 0  | 0  |    | ½  | ½  | 0  | ½  | ½  | 1  | 6      |
| 09 | Larry Christiansen    | 0  | 0  | ½  | ½  | 0  | 1  | ½  | ½  |    | 0  | ½  | ½  | 1  | 1  | 6      |
| 10 | Dragoljub Velimirović | 0  | 0  | 0  | ½  | 0  | 0  | ½  | ½  | 1  |    | ½  | 1  | 1  | ½  | 5½     |
| 11 | John van der Wiel     | 0  | 1  | 0  | 0  | ½  | 0  | ½  | 1  | ½  | ½  |    | ½  | 0  | ½  | 5      |
| 12 | Florin Gheorghiu      | 0  | 0  | ½  | 0  | ½  | ½  | ½  | ½  | ½  | 0  | ½  |    | 1  | ½  | 5      |
| 13 | Ruben Rodriguez       | 0  | ½  | 0  | ½  | 0  | 1  | 0  | ½  | 0  | 0  | 1  | 0  |    | 1  | 4½     |
| 14 | Miguel Quinteros      | ½  | 0  | ½  | 0  | ½  | 0  | 0  | 0  | 0  | ½  | ½  | ½  | 0  |    | 3      |